# NBCUniversal
NBCUniversal Media, LLC is een mediaconglomeraat, gevormd in mei 2004 toen General Electric (GE) een aandeel van 80% in Vivendi Universal Entertainment voor $ 13,7 miljard overnam van het Franse Vivendi Universal. Na de overname fuseerde GE het eigen televisienetwerk NBC met VUE en hieruit ontstond NBC Universal. Het bedrijf ontwikkelt, produceert en zendt onder andere entertainment, nieuws en serieprogrammering uit.

## Eigenaren
Tot juni 2005 bezat General Electric iets minder dan 80%, Vivendi via Universal Studios Holding I Corporation 20% en IAC/InterActiveCorp, de overige aandelen. In die maand kocht GE het aandeel van IAC voor $ 3,2 miljard en in de toekomst denkt men dat GE de overige aandelen (die nu in het bezit zijn van Vivendi) ook zal overnemen. Vivendi had tot eind 2006 een optie om GE te dwingen om hun aandeel over te kopen, maar heeft dit niet gedaan.
In december 2009 verkocht Vivendi zijn belang aan Comcast en GE ook een deel van zijn aandelen aan datzelfde bedrijf. Comcast had daarmee 51% van de aandelen in handen. In februari 2013 kocht Comcast de resterende aandelen voor $ 16,7 miljard.

## Bedrijfsoverzicht
NBC Universal bezit een Amerikaans televisienetwerk, een groep van televisiestations, een Spaans televisienetwerk, een portfolio van nieuws en entertainmentnetwerks, een filmproductiemaatschappij (Universal Studios), een aantal televisieprogrammaproducenten en enkele attractieparken.
De televisietroef van NBC Universal, NBC, maakt deel uit van de groep grootste televisienetwerken van de Verenigde Staten.

### Concurrentie
Het bedrijf geeft als de drie belangrijkste concurrenten op:
- The Walt Disney Company, met het concurrerende ABC, Disney+, Walt Disney Studios en 20th Century Studios
- WarnerMedia, waaronder Warner Brothers en HBO vallen.
- ViacomCBS, met het concurrerende CBS, Paramount Pictures en Paramount+.